# Andělé z Ronovce

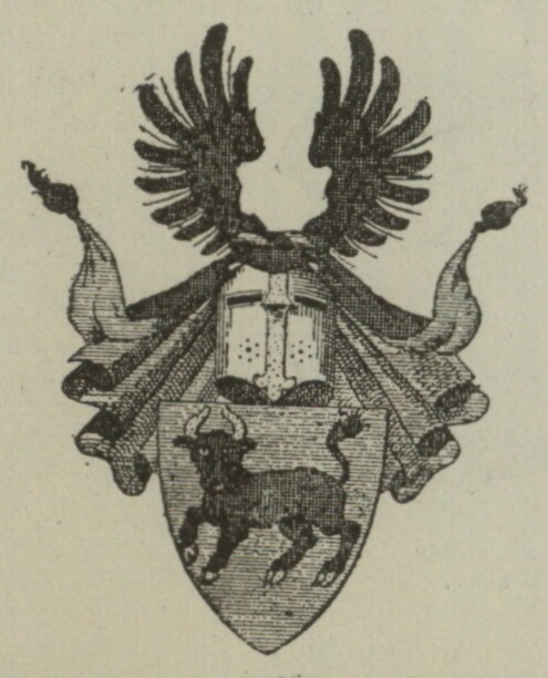
Erb Andělů z Ronovce

Andělé z Ronovce jsou stará česká vladycká rodina, odvozující svůj původ od pánů z Tetína.

## Historie
Andělé z Ronovce odvozovali svůj původ od panů z Tetína, příbuzných s Přemyslovci. Za jejich předka se považuje Ješek z Tetína, syn Štěpána z Tetína, který byl synovcem vyšehradského probošta Jana, nemanželského syna Václava II. Jako první nositelé tohoto jména jsou uváděni v době husitských válek Štěpán Anděl z Ronovce a Zikmund Anděl z Ronovce, který se pravděpodobně účastnil čáslavského sněmu. Další z rodu, Jan Anděl z Ronovce, získal Morašice a Hynek Anděl z Ronovce získal Rozhovice, Frymburk a další majetky. Hynek zemřel v roce 1532 a jeho majetek si rozdělili jeho dva synové Burian a Zikmund. Zikmund Anděl z Ronovce (1532–1572) získal Heřmanův Městec a zúčastnil se stavovského odporu proti Ferdinandovi I., proto byl také císařem uvězněn. Po smrti Zikmunda roku 1572 jeho majetek připadl císaři. Potomci Buriana Anděla z Ronovce později zchudli a ztratili na významu.

## Erb
Modrému štítu erbu Andělů z Ronovce vévodí černý býk se zlatými kopyty a rohy.